# Harvey Postlethwaite
Harvey Postlethwaite, född 4 mars 1944 i Barnet, död 13 april 1999 i Barcelona, var en brittisk ingenjör och racerbilskonstruktör. Han arbetade för tillverkare som March Engineering, Walter Wolf Racing och Sauber.